# NEWSワンダーランド
NEWSワンダーランド（ニュースワンダーランド）は、2004年7月5日から2006年9月29日までラジオ大阪で放送されていた平日のワイド番組。2005年、日本民間放送連盟賞・ラジオ生ワイド部門優秀賞受賞。

## 放送時間
- 2004年7月5日～2005年4月1日　月曜日～金曜日　14:00～17:00
- 2005年4月4日～2006年9月29日　月曜日～金曜日: 15:00-17:30(17:00からは「ニュース・パレード」をネット。ラジオ大阪独自のスポンサー)

## 出演者
- 月曜日～木曜日: 里見まさと・坂崎優子（月曜日、火曜日。2006年4月5日からは水曜日、木曜日も担当）・阿部宏美（水曜日、木曜日。2006年3月30日まで）
- 金曜日: 中井雅之・大内真紀（2006年3月31日まで）、益子なお美（2006年4月7日から）

## 主なコーナー
※特に注釈のない放送は月曜日～金曜日に放送されていた。

### 2時台、3時台
- トップニュースING - 番組開始～2005年4月1日は2時台、2006年4月3日～は3時台に放送。今日、起こったニュースをいくつか紹介。
- ワシントンリポート - 番組開始～2005年3月頃の2時台。ワシントンD.C.在住のジャーナリストにアメリカのニュースや事情を電話でインタビュー。
- まさとの目（中井の目） - 3時台。ゲストを呼んで、時事問題やゲストにまつわるインタビュー。
- ダイヤル119 - 3時台。大阪市消防局からのお知らせ。
- グリーン110番 - 3時台。大阪府警からのお知らせ。
- 週末中井情報局・どないやねん！ - 金曜日3時台。2005年ごろ～放送。スポーツ紙に載っている話題を中井が紹介。

### 4時台、5時台
- OSAKAときめきウェーブ - 4時台。番組開始～2005年3月頃まで。大塩朱美が大阪市の情報を伝えていた。

- 健康ワンダーランド - 月曜日4時台。
- ほめて叱って5重丸 - 月曜日4時台。まさとが小学生ぐらいのこどもとその親に電話でインタビュー。一度、まさとが仕事のため、代わりに中井がしたこともあった。
- 日本のこども - 火曜日4時台。
- なんだかんだまさと話 - 火曜日4時台。
- 矢野宏の水曜ジャーナル - 水曜日4時台。
- あぁされど夫婦 - 水曜日4時台。
- フィールドオブドリームス - 木曜日4時台。
- BACK TO THE NIPPON! - 木曜日4時台。2006年3月30日まで。
- ワールドで行こう！ - 木曜日4時台。2006年4月6日から。
- 世界のOSAKAN（オーサカーン） - 金曜日4時台。世界で活躍する関西の人に国際電話でインタビュー。番組開始～2005年9月30日まで放送。
- とくとくワンダーランド - 金曜日4時台。雑学を一つ紹介するコーナー。2005年10月7日～2006年3月31日まで放送。2006年5月5日にも放送された。
- 夕刊フジ ホットラインレポート - 金曜日4時台。夕刊フジの記者に電話で記事を紹介。
- 芸能ウラキング - 金曜日4時台。中井が週刊誌の記事や、たかじん胸いっぱいの収録で出た話を基に芸能界の裏側を紹介。

- リビングトーク - 4時台。サンケイリビング新聞に載っている記事を一つ紹介。
- きんきワンダーランド - 4時台。最初は国土交通省の人に電話で話題を紹介してもらっていたが、途中からまさと、中井たちのみで紹介する形に変わった。
- タイコム証券デイリーエコノミックニュース - 4時台。2006年3月頃まで。

- ニュース・パレード - 5時台。この時はまさともしくは中井が番組の紹介、始まることをお知らせしていた。
- 夕刊スタジアム - 5時台。夕刊の記事をいくつか紹介。途中からニュース・クローズ・アップに改名。

### 時期不明
いずれも、2005年3月頃まで放送していた。
- 夕刊エキスプレス
- ザ・ケイザイ
- 情報ピットイン

## エピソード
- 大阪市主催の大阪歴史ウォークにNEWSワンダーランドの出演者も参加。2004年は出演者全員と、茜太郎のあ～ほんまの出演者（まさとは仕事のため、途中で早退）、2005年は中井を除く出演者。リスナーとの交流が図られた。
- 2005年12月30日にはほんまもん!原田年晴ですの金曜日とのコラボレーションで『ほんまにワンダーな2005年！』が放送された。